# Energy supply
Energy Supply er et onlinemedie, der dækker den danske energibranche. Mediet Energy Supply henvender sig til denne branche. Nyhedsbrevet blev udsendt første gang i juni 2009 og er udkommet lige siden. Nu modtager cirka 11.000 nøglepersoner indenfor energibranchen det daglige nyhedsbrev.
Energy Supply fokuserer på emnerne el, varme, vand, spildevand, klima og bæredygtigt byggeri
Energy Supply udgives af Nordiske Medier, der er ejet af Nordjyske Medier.
I regi af Nordiske Medier og Energy Supply udgives også magasinet Forsyning, der er rettet mod den danske forsyningssektor.